# Seamanite
La seamanite è un fostato boro manganese estremamente raro, Mn3(PO4)B(OH)6, scoperto inizialmente in Michigan con il nome di "koenigite". Gli unici ritrovamenti sono stati nelle contee di Iron e Marquette dove forma dei cristalli prismatici dal marrone al rosa. Si trova associata alla shigaite.
È stata in seguito così denominata in onore del Professor Arthur E. Seaman della Michigan Technological University suo scopritore.